# Lý thuyết báo hiệu

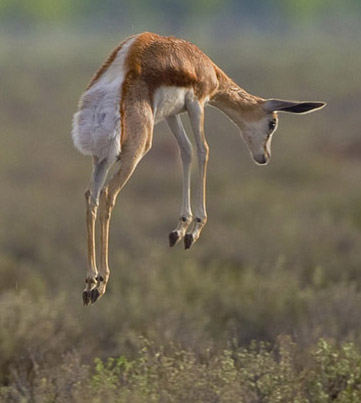
Bằng cách bật nhảy, một con linh dương nhảy (Antidorcas marsupialis) đang gửi dấu hiệu rằng nó là một con non, khỏe và không dễ bắt đến các con thú săn mồi như báo săn.

Trong sinh học tiến hóa, lý thuyết báo hiệu là một tập hợp các nghiên cứu lý thuyết tập trung vào giao tiếp ở động vật, cả trong nội bộ loài và ngoài loài. Câu hỏi trung tâm là khi các sinh vật có lợi ích mâu thuẫn nhau, chẳng hạn như chọn lọc giới tính, nên được dự kiến sẽ cung cấp các báo hiệu trung thực (thực hiện không nhằm ý đồ gì) thay vì gian lận. Mô hình toán học mô tả cách tín hiệu có thể đóng góp cho một chiến lược tiến hóa ổn định.
Tín hiệu được đưa ra trong các bối cảnh như lựa chọn bạn tình của giống cái, các tín hiệu này phụ thuộc vào tín hiệu của các con đực quảng cáo trước áp lực chọn lọc. Các tín hiệu do đó phát triển bởi vì chúng thay đổi hành vi của bên nhận để mang lại lợi ích cho bên ra dấu hiệu. Tín hiệu có thể trung thực, truyền đạt thông tin về sức khỏe cho bên nhận hoặc là không trung thực. Một con vật có thể lừa gạt bằng cách đưa ra một tín hiệu không trung thực, mà có thể mang lại lợi ích ngắn gọn cho nó, với nguy cơ phá hoại hệ thống báo hiệu cho toàn bộ loài.
Câu hỏi về việc lựa chọn các tín hiệu hoạt động ở mức độ của sinh vật hoặc gen riêng lẻ hay ở cấp độ của nhóm, đã được các nhà sinh vật học tranh luận như Richard Dawkins, lập luận rằng các con vật tiến hóa để báo hiệu và nhận tín hiệu tốt hơn, bao gồm cả chống lại các tín hiệu gian lận. Amotz Zahavi cho rằng gian lận có thể được kiểm soát bởi nguyên tắc khuyết tật, trong đó con ngựa tốt nhất trong một cuộc đua có chấp là con mang khối lượng chấp lớn nhất. Theo lý thuyết của Zahavi, các tín hiệu như con công đực có 'đuôi' thật sự là điểm chấp, rất tốn kém để sản xuất. Hệ thống này tiến hóa ổn định vì cái đuôi sặc sỡ lớn là tín hiệu trung thực. Các nhà sinh vật học đã cố gắng xác minh nguyên tắc chấp, nhưng với kết quả không phù hợp. Nhà sinh học toán học Ronald Fisher phân tích sự đóng góp có hai bản sao của mỗi gen (diploidy) sẽ làm cho tín hiệu trung thực, chứng minh rằng một hiệu ứng runaway có thể xảy ra trong chọn lọc giới tính. Sự cân bằng tiến hóa phụ thuộc rất nhiều vào sự cân bằng giữa chi phí và lợi ích.
Các cơ chế tương tự có thể thấy ở người, nơi các nhà nghiên cứu đã nghiên cứu các hành vi bao gồm những rủi ro của những người đàn ông trẻ tuổi, săn bắt động vật lớn làm thú nuôi và các nghi thức tôn giáo tốn kém.